# Pantzerhielm
Pantzerhielm är en svensk adelsätt. Enligt uppgifter från 1700-talet är den en gren av ätten Bock af Bukkila.
Majoren Jakob Holmstedt adlades 1760 med namnet Pantzerhielm, men tog aldrig introduktion. Först 1896 valde hans ättling kommendörkapten Ludvig Gustaf Sigge Pantzerhielm att ta introduktion. Den adliga ätten nummer 2343 fortlever än idag.
En ointroducerad gren av släkten skriver sig Pantzarhielm. En medlem ur den släktgrenen var Hans Pantzarhielm.